# Стоунволлські бунти
Стоунволлські бунти, або Стоунволлське повстання (англ. Stonewall riots) — серія безладів і спонтанних демонстрацій проти поліційного рейду, які почалися в ніч на 28 червня 1969 року в гей-барі Стоунволл-інн на Крістофер-стріт (Гринвіч-Віллидж, Нью-Йорк). Ці зіткнення часто наводяться як перший випадок в історії, коли представники ЛГБТ+ спільноти здійснили опір узаконеній державою системі переслідування сексуальних та гендерних меншин. Вважається, що бунти стали визначальною подією, що ознаменувала собою початок масового руху за дотримання прав ЛГБТ+ людей у США та в усьому світі. За словами історика Девіда Картера, згадані події «стали для гей-руху тим же, чим падіння Бастилії стало для початку Великої французької революції».
У 1950-1960-ті роки гомосексуали в США зазнавали значної дискримінації. Ранні правозахисні ЛГБТ±групи прагнули довести, що геї могли бути асимільовані в суспільстві, і дотримувалися неконфронтаційної стратегії. Проте кінець 1960-х років став дуже гостро дискусійним: він відзначився активізацією безлічі громадських рухів, таких як рух афроамериканців за громадянські права, феміністський, контркультурний і антивоєнний рухи. Ця соціальна активність разом з ліберальним суспільним середовищем Гринвіч-Віллидж виступили каталізатором Стоунволлських бунтів.
У 1960-х роках поліційні рейди на гей-бари в США були звичною справою. Але в червні 1969 року поліція швидко втратила контроль над ситуацією, оскільки біля Стоунволл-інн зібрався натовп, що несподівано вчинив опір. Це зіткнення в наступні дні продовжилося в масових протестах і безладах. Впродовж декількох тижнів жителі гей-кварталу швидко організувалися в групи активістів, що концентрували зусилля на створенні місць для геїв і лесбійок, де можна було б відкрито говорити про свою сексуальну орієнтацію, не боячись при цьому бути заарештованими.
Після Стоунволлських бунтів геї і лесбійки Нью-Йорка здолали гендерні, класові відмінності, відмінності поколінь, тощо, ставши згуртованою спільнотою. Впродовж шести місяців були сформовані дві правозахисні гей-організації, що концентрувалися на активній протестній тактиці, і засновані три газети для підтримки прав геїв і лесбійок. Впродовж кількох років організації із захисту прав гомосексуалів були засновані в США і в усьому світі. 28 червня 1970 року на згадку про бунти проведені перші маніфестації прайду в Нью-Йорці, Лос-Анджелесі, Чикаго, Сан-Франциско, Атланті і Торонто. Пізніше подібні марші були організовані в інших містах і країнах. Сьогодні прайди проводяться щорічно в усьому світі влітку (найчастіше наприкінці червня).

## Передумови

### Становище гомосексуалів у США в XX столітті
Американські представники ЛГБТ±спільноти в 1950-х і 1960-х роках зіткнулися з більш антигомосексуальною правовою системою, ніж геї і лесбійки в деяких країнах соціалістичного табору. В ті часи гомосексуальні дії навіть між дорослими людьми за взаємною згодою, що відбуваються в приватних будинках, були кримінальним злочином на всій території США (за винятком Іллінойсу, що декриміналізував їх у 1961 році). У двадцяти штатах існував закон, за яким будь-яку людину можна було затримати за підозрою в гомосексуальності. У штатах Пенсільванія і Каліфорнія особи, запідозрені в гомосексуальності, могли бути поміщеними до психіатричної установи на все життя. У спробах вилікувати гомосексуальність психіатрами використовувалися кастрація, аверсивна терапія, гіпноз, електросудомна терапія і лоботомія.. Гомосексуали були вимушені вести подвійне життя, зберігаючи свої особисті почуття в таємниці від усіх.
Після соціальних потрясінь Другої світової війни багато людей у США сильно прагнули «відновити довоєнний громадський порядок і утриматися від змін». Сенатор-республіканець Джозеф Маккарті, натхненний антикомуністичними настроями в суспільстві, почав кампанію з репресій проти інакодумців (комуністів, соціалістів, анархістів тощо) в уряді, армії та інших фінансованих урядом США організаціях і установах. Серед жертв національної істерії опинилися, в тому числі, представники та представниці ЛГБТ+. Зокрема, заступник держсекретаря Джеймс Е. Вебб у своїй доповіді зазначав, що «у тих, хто бере участь в явних збочених актах, відсутня емоційна стійкість, властива нормальним людям». Геїв і лесбійок звинувачували у схильності до злочинів і загрозі державній безпеці. В ході цієї кампанії, в період з 1947 по 1950 роки, 1700 геям і лесбійкам було відмовлено в прийомі на роботу, 4380 осіб було звільнено зі збройних сил, 420 осіб — з урядових структур.
Упродовж 1950—1960-х років ФБР і поліція складали списки відомих гомосексуальних людей, установ, які були до них прихильні, а також їхніх родичів і друзів. Американська поштова служба стежила за адресами, звідки відправлялися матеріали гомосексуального характеру. Не відставали й органи місцевого самоврядування: бари, що обслуговували геїв та лесбійок, було закрито, клієнтів барів арештовували, а їхні світлини наступного ранку друкувалися в газетах. За наказом чиновників з мерії проводилися зачистки кварталів, парків, барів і пляжів для геїв. Поза законом стало носіння одягу протилежної статі. З навчальних закладів звільняли педагогів, запідозрених у гомосексуальності. Тисячі чоловіків і жінок піддавалися публічним приниженням, фізичним переслідуванням. Людей звільняли, ув'язнювали або насильно поміщали до психіатричних лікарень.
У 1952 році Американська психіатрична асоціація (АПА) внесла гомосексуальність до Діагностичного і статистичного посібника з психічних розладів як соціопатичний розлад особистості. Провівши 1962 року всебічне дослідження гомосексуальності, АПА підтвердила її включення до числа розладів, кваліфікувавши як патологічний страх перед протилежною статтю внаслідок травми, отриманої в дитинстві. Ця точка зору набула широкого впливу в медичному середовищі. Хоча ще в 1956 році психологиня та сексологиня Евелін Гукер провела дослідження, які показали відсутність відмінностей у психічному здоров'ї між гомосексуальними і гетеросексуальними чоловіками. Дослідження Гукер стали широко відомими в медичному співтоваристві і принесли їй неймовірну популярність у тодішній лесбі-гей спільноті. Проте, попри це, гомосексуальність була виключена зі списку хвороб тільки в 1973 році, а досягнення науки десятиліття залишалися надбанням практично лише фахівців.

### «Гомофільний» рух і безлад у «Кафе Комптона»

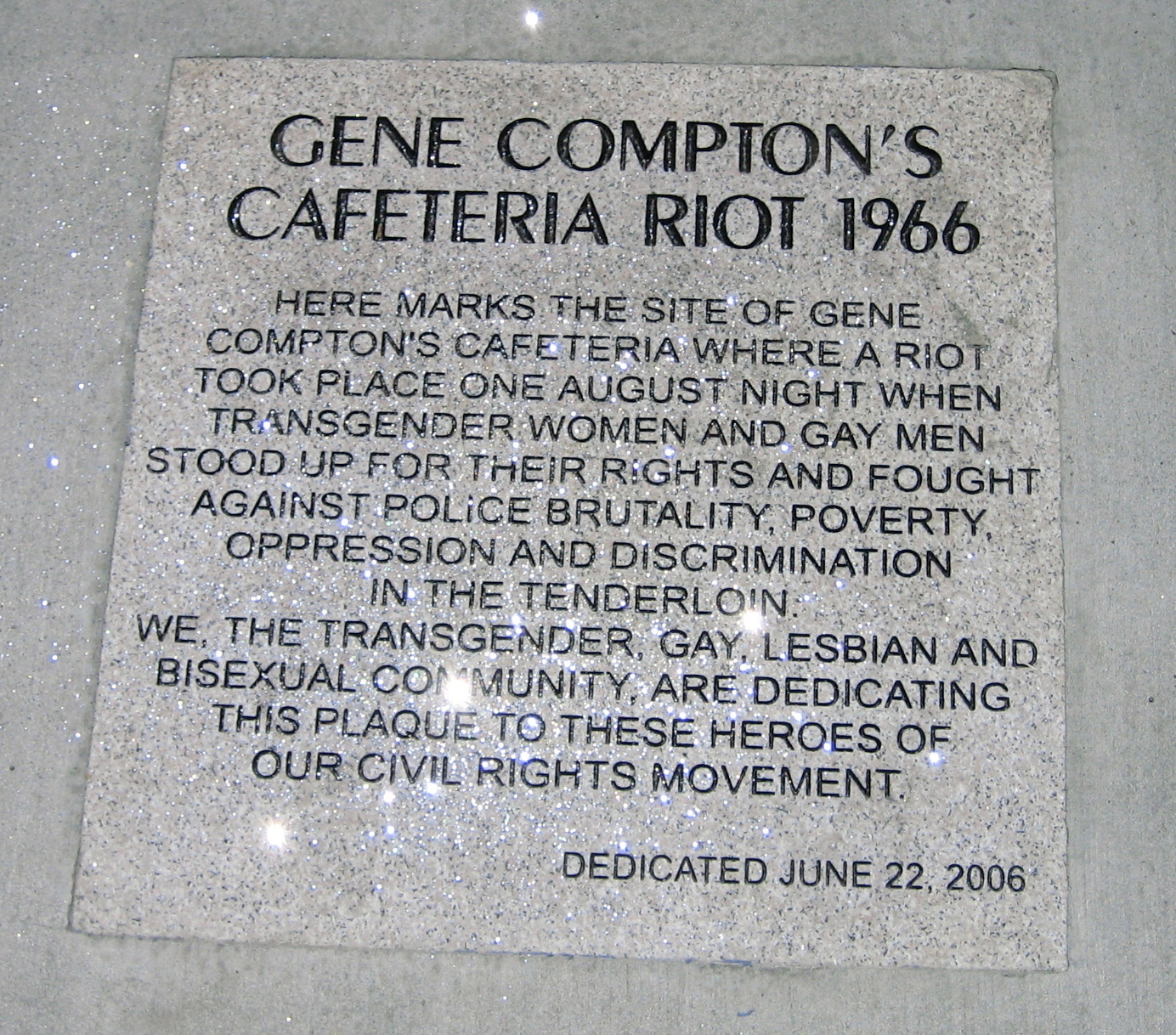
Меморіальна дошка на місці безладів у «Кафе Камптона»

У відповідь на такий стан речей незалежно одна від одної створюються перші дві гей-організації. 1950 року в Лос-Анджелесі комуністичний активіст Гаррі Гей організовує Товариство Маттачіне (англ. Mattachine Society), названого на ім'я групи акторів французького Театру Масок (фр. Société Mattachine). Спільнота надавала юридичну і психологічну допомогу геям і лесбійкам, а також проводило просвітницьку діяльність. Товариство Маттачіне вимагало від своїх членів респектабельності в зовнішньому вигляді і благопристойності в поведінці, вважаючи тим самим показати суспільству, що геї і лесбійки є нормальними людьми, що нічим не відрізняються від гетеросексуальних персон. 1955 року в Сан-Франциско вісім жінок організували спільноту для лесбійок Дочки Білітіс (англ. Daughters of Bilitis). Спочатку спільнота об'єднувала любительок танців, проте згодом їхні цілі і методи стали збігатися з Товариством Маттачіне. Цей рух дістав назву «Гомофільного».
Перше протистояння Товариства Маттачіне і держави сталося у 1953 році, коли Американська поштова служба відмовилася розсилати серпневий номер журналу One, в якому йшлося про рівність шлюбу. Служба послалася на те, що журнал мав непристойний зміст. Справа дійшла до Верховного суду, який у 1958 році ухвалив, що журнал One може поширюватися поштою, оскільки має непрозору упаковку.
«Гомофільний» рух зростав і поширювався по всій країні із заходу на схід. Члени організацій почувались сміливіше. Першою спільнотою на східному узбережжі стало засноване Френком Камені Товариство Маттачіне, Вашингтон. Камені був звинувачений в «гомосексуальності» і з ганьбою звільнений з лав армії США. Після цього він подав заяву до суду з вимогою відновити його, проте справу програв. Камені уперше став відкрито стверджувати, що гомосексуальні люди нічим не відрізняються від гетеросексуальних. Його основною метою стало виключення гомосексуальності зі списку психічних захворювань. 1965 року, натхненний рухом за права геїв і лесбійок, Камені вперше організував серію пікетів проти дискримінації. Пікети пройшли навпроти Білого Дому, а також інших урядових будівель. За часом ці пікети збіглися зі зростаючою кількістю протестів проти війни у В'єтнамі. Така сміливість налякала багатьох геїв, у тому числі і частину засновників Товариства Маттачіне. До кінця 1960-х років частота пікетів і зіткнень з поліцією тільки зростала.
В той же час у суспільстві відкритіше почали з'являтися люди, що не відповідають загальноприйнятим гендерним стереотипам: жіночні чоловіки і мужні дівчата, а також чоловіки і жінки, що переодягаються в одяг і ведуть спосіб життя осіб протилежної статі (відкриті трансгендерні та небінарні персони, квіри, дрег-квіни, та ін.). Це викликало крайнє невдоволення з боку Товариства Маттачіне і Дочок Білітіс, які продовжували стверджувати, що гомосексуали не повинні «виділятися» серед звичайних людей. Ці організації вважали, що подібна поведінка і зовнішність дискредитує ідею боротьби за свої права і провокує арешти.
Перші відкриті сутички ЛГБТ+людей з поліцією були відмічені ще в 1959 році. 1966 року поліція прибула в Кафе Комптона, щоб заарештувати чоловіків за носіння одягу протилежної статі. Локальний конфлікт дуже швидко переріс у відкрите протистояння з власниками кафе. Друзі заарештованих влаштували в кафе справжній погром. Під гарячу руку потрапляло все: від тарілок і чашок, до дзеркал і вікон. Наступної ночі, коли власники кафе вставили розбиті вікна і дзеркала, погром повторився зі ще більшою силою. Кафе було практично «стерте з лиця землі» І так тривало до тих пір, поки заарештованих не відпустили. Вважається, що цей конфлікт ознаменував собою початок трансгендерного руху в Сан-Франциско.

### Гринвіч-Віллидж
Після Другої світової війни у Нью-Йорку було побудовано два нові райони — Гринвіч-Віллидж і Гарлем, в яких селилися чоловіки і жінки, що відслужили в армії. Незабаром ці райони перетворилися на анклави геїв і лесбійок, описаних в газетних публікаціях як «коротко підстрижені жінки і довговолосі чоловіки» (що порушували гендерні стереотипи). Усередині цих анклавів за наступні два десятиліття утворилася власна субкультура. З часом Гринвіч-Віллидж став центром культурної революції. Він став притулком для людей богеми і радикальних політичних діячів, а також одним з центрів руху біт-покоління (Джек Керуак, Аллен Гінзберг, Вільям Барроуз, Ділан Томас) і фольк-року (The Mamas & the Papas, Боб Ділан, Саймон і Гарфанкел).
У Нью-Йорку відкривалися численні гей-бари, які було вкрай важко контролювати, і уряд міста видав дискримінаційний указ про заборону вживання геями алкоголю. На початок 1960-х років мер Роберт Вагнер-молодший, який постійно проявляв заклопотаність іміджем міста в рамках підготовки до Всесвітньої виставки 1964 року, організував безпрецедентну кампанію з позбавлення Нью-Йорка від гей-барів. По усьому місту працювали перевдягнуті поліцейські. Вони провокували геїв на купівлю алкоголю і тут же заарештовували їх, оскільки геям було заборонено вживати алкоголь. У разі ж, якщо геї не бажали пригощати «нових друзів», поліцейські пропонували, що куплять алкоголь самі, а потім заарештовували їх, але вже за статтею «Підбурювання». У обох випадках у барі, де відбувалися арешти, відкликалася ліцензія. Поліцейські у своєму бажанні «очистити місто від геїв» доходили до абсурду. Одного разу New York Post описала історію арешту в роздягальні спортзалу. Переодягнутий поліцейський схопив незнайомця за промежину і почав стогнати. Коли людина запитала того, що стогнав, чи усе з ним в порядку, він був тут же заарештований. Адвокати вкрай рідко бралися за подібні справи, оскільки боялися бути заарештованими за підозрою в гомосексуальності.
Товариству Маттачіне вдалося добитися від нового мера Джона Ліндсея припинення дискримінаційної кампанії. Облави на бари скоротилися, проте «Департамент з контролю за алкоголем» було наділене повноваженнями без судового розгляду відкликати ліцензію у бару, який на його думку обслуговував геїв. Попри високу щільність гомосексуального населення Гринвіч-Віллидж, гей-барів в районі залишалося украй мало. Жоден з гей-барів не належав безпосередньо геям. Усі бари перебували у власності і під контролем організованих злочинних угрупувань. Проте їм доводилося платити поліцейським хабаря, щоб скоротити число облав і не втратити свій бізнес.

### Стоунволл-Інн

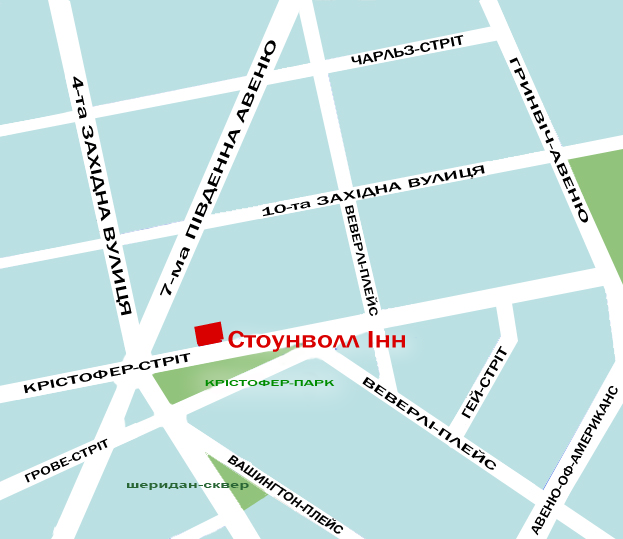
Стоунволл-Інн на карті Гринвіч-Віллидж

У 1950-х і 1960-х роках дуже небагато закладів вітали тих ЛГБТ-людей, що не приховували свою сексуальну орієнтацію. Переважно це були гей-бари, при цьому їхні власники і менеджери рідко були геями. Один з таких барів, Стоунволл-інн, як і багато інших подібних закладів, у той час належав мафії. Він був популярним серед бідних і наймаргіналізованіших представників ЛГБТ-спільноти: драг-квін, трансгендерів, жіночних юнаків, хастлерів і бездомної молоді.
Бар Стоунволл-інн, розташований на Крістофер-стріт 51-53, разом з декількома іншими закладами міста належав сім'ї Дженовезе. 1966 року троє членів сім'ї перепрофілювали ресторан Стоунволл-інн в гей-бар, інвестувавши в нього $3500. Раз на тиждень поліцейський забирав конверт з готівкою. У Стоунволл-інн не було ліцензії на продаж алкоголю, у барі був відсутній водопровід і склянки милися в спеціальній посудині. Пожежні виходи у барі також були відсутні. Наркотики у барі продавалися вільно, проте Стоунволл-інн не користувався популярністю серед місцевих хастлерів. Це був єдиний бар для геїв у Нью-Йорку, де вільно можна було танцювати один з одним, оскільки спочатку Стоунволл-інн позиціював себе як танцювальний клуб.
З 1969 року усіх відвідувачів бару зустрічав викидайло, який перевіряв тих, що прийшли через дверне вічко. У першу чергу відвідувачі мали бути старшими 18-ти років. Щоб уникнути небажаних відвідувачів, а саме переодягнутих поліцейських, яких називали: «Лілі Законник», «Аліса в синій сукні» і «Бетті зі значком», охоронець зазвичай пропускав тільки постійних клієнтів, або людей з яскраво вираженою гомосексуальною зовнішністю. Вартість двох вхідних квитків (у вихідні дні) становила 3 долари. Усередині бару квитки можна було обміняти на два напої. У барі розташовувалося два танцполи, інтер'єр був забарвлений у чорний колір, що робило приміщення дуже темним. По периметру бару були розвішені спеціальні прожектори. У разі, якщо в бар проривалася поліція, прожектори різко включалися. Це було своєрідним сигналом для відвідувачів. У задній частині бару розташовувався так званий «зал для королев», який відвідували чоловіки, що носили грим і довге волосся. Клієнтами Стоунволл-інн переважно були чоловіки, проте і лесбійки іноді приходили у бар. Віковий діапазон клієнтів становив від 18 до 30 років. Стоунволл-інн дуже швидко набув популярності за межами Грінвич-Віллидж.
Поліцейські рейди по гей-барах проходили в середньому раз на місяць. Багато барів було обладнано спеціальними схованками для зберігання алкоголю. Адміністрація Шостого округу заздалегідь попереджала керівництво бару про рейд, що намічався, який зазвичай проводився досить рано перед годинами пікової відвідуваності, щоб бар зміг повернутися у свій звичайний режим роботи вночі. Під час рейду у барі запалювали світло, клієнти вишиковувалися в шеренгу і надавали посвідчення особи для перевірки. Клієнти бару, у яких не було при собі посвідчення, арештовувалися, іншим же дозволялося спокійно піти геть. Жінки зобов'язані були носити мінімум три елементи жіночого одягу, інакше вони арештовувалися. При цьому співробітники і керівництво барів також піддавалися арешту.

## Безлади

### Поліційна облава

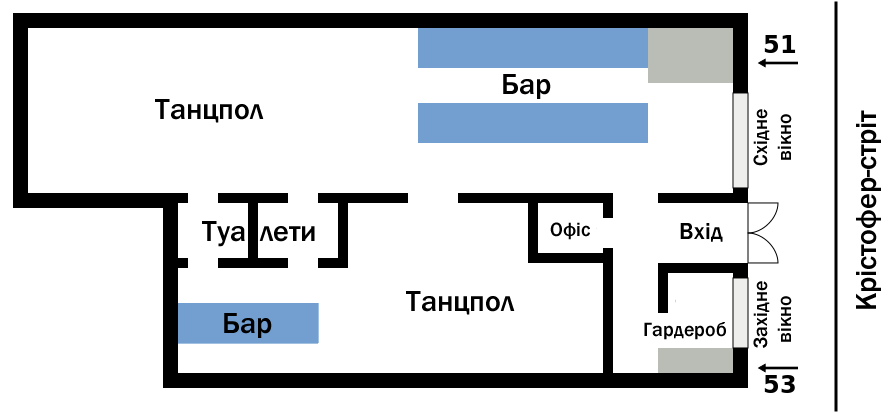
Схема бару Стоунволл-інн у 1969 році

У суботу 28 червня 1969 року, о 1 годині 20 хвилин ночі, четверо поліціантів у штатському, двоє патрульних поліціантів в уніформі, а також детектив Чарльз Сміт і віцеінспектор Сеймур Пайн із словами: «Поліційна перевірка!» увійшли до бару Стоунволл-інн Доти четверо поліціантів під прикриттям увесь вечір провели в барі, збираючи докази «непристойної поведінки» його клієнтів. Опинившись усередині, поліціанти викликали по телефону підкріплення з Шостої дільниці. За наказом поліції власники бару виключили музику і ввімкнули світло. Того вечора у барі було близько 200 чоловік. Клієнти, що потрапили під поліційну облаву і збиті з пантелику, спробували втекти з бару через вікна в туалеті, проте поліція перекрила всі виходи. Учасник тих подій Майкл Фейдер згадував: «Усе сталося так швидко, що багато хто просто не встиг зрозуміти, що сталося. Раптом, з нізвідки, з'явилися поліціанти, і нам сказали, щоб усі вишикувалися в шеренгу, приготувалися пред'явити документи і вийти з бару надвір».
Облава мала пройти за стандартною схемою: треба було вишикувати усіх відвідувачів у шеренгу, перевірити їхні документи, а також перевірити справжню стать клієнтів, одягнених в жіночий одяг, і, якщо то чоловіки, то заарештувати їх. Серед клієнтів були виявлені чоловіки, переодягнуті в жінок. Проте вони відмовилися їхати до поліційного відділку. Разом з цим чоловіки відмовилися пред'являти свої документи. Поліція вирішила заарештувати усіх присутніх і окремо помістила трансвеститів в задню кімнату бару. Трансгендер Марія Ріттер, за документами Стів Ріттер (чоловічої статі), згадувала: «Найбільше я боявся, що мене заарештують. І ще боявся того, що моє фото в материній сукні буде надруковано в газеті»! Поліціанти постійно ображали клієнтів бару, обстановка поступово загострювалася.
Поліція конфіскувала увесь алкоголь. В цілому вилучили 28 ящиків пива і 19 пляшок міцних спиртних напоїв. Клієнтів, яких не заарештували, випровадили з бару через передні двері. Проте в ту ніч вони не розійшлися по домівках, як це зазвичай бувало раніше. Замість цього вони почали збиратися на вулиці перед входом до бару, тож поступово виріс натовп. Впродовж декількох хвилин біля бару зібралося близько 150 чоловік.
Коли прибув перший автозак, інспектор Пайн нагадав, що ті, хто перебував у натовпі, легко можуть бути заарештовані, тому спочатку усі вони стояли дуже тихо. Першими, під вигуки роззяв, стали «вантажити» власників бару. За ними почали виводити співробітників бару, які вигукувати в натовп гасла: «Gay power!» («Гей-сила») і «We Shall Overcome!» («Ми здолаємо»). Настрій у натовпі, що реагував спочатку нейтрально, поступово став переходити у ворожість.

### Остання крапля
зі спогадів анонімного учасника Стоунволлських бунтів
Свідчення очевидців про подробиці початку бунту, відрізняються один від одного. За одним, трансгендерна жінка на ім'я Сільвія Рів'єра кинула пляшку в поліціанта після того, як той ткнув її своєю палицею. Інші очевидці стверджують, що лесбійка, яку вели до патрульної машини через натовп, зчинила опір через занадто туго застебнуті наручники, а натовп на знак солідарності відреагував так само. Незалежно від цих відмінностей у свідченнях очевидно, що в натовпі зав'язалася рукопашна бійка, яка швидко дісталася і до поліціантів.
Поліція намагалася стримувати натовп. Декількох збили з ніг. Скориставшись ситуацією, заарештовані, що залишилися без нагляду втекли з автозаку. Інспектор Пайн спробував закликати людей до порядку, проте становище остаточно вийшло з-під контролю. Натовп спробував перекинути поліційний фургон.
Чутка про бунт швидко рознеслася околицями, і багато жителів довколишніх будинків разом з власниками сусідніх барів подалася до місця події. Хтось у натовпі вигукнув, що облава на бар була спровокована самими власниками бару, які відмовилися заплатити поліціантам хабар. У відповідь хтось ще вигукнув: «Ну, то розплатімося з ними!» У поліціантів полетіли монети, банки з пивом, а також цегла з сусіднього будмайданчика. Натовп кричав: «Pigs!» («Свинота!») і «Faggot Cops!» («Копи-педалі!»). Ошелешені такою реакцією натовпу, поліціанти відступили назад у бар, захопивши з собою при цьому людей, що випадково потрапили «під руку». Фолк-співака і гетеросексуала Дейва ван Ронка (Dave van Ronk), що проходив повз бар, схопили поліціанти, затягнули до бару і там побили. Десятеро поліціантів, а також декілька затриманих при облаві людей, зокрема ван Ронк і журналіст Говард Сміт, що випадково опинилися поруч, забарикадувалися всередині бару. Атака натовпу зростала. Дехто спробував підпалити будівлю. Інші використали паркувальний лічильник як таран, аби вигнати поліціантів з приміщення надвір.

Очевидці тих подій стверджували, що бунт не мав явних заводіїв або чіткої організації. Усе сталося спонтанно. Майкл Фейдер згадував: 
«Ми усі раптом одночасно зрозуміли, що з нас досить. Ніхто ні з ким не домовлявся. Просто після стількох років принижень це одночасно прийшло в голову усім, хто опинився тієї ночі в тому самому місці, і це не було організованим протестом. Усі в натовпі відчували, що зворотного шляху не буде. Це було останньою краплею. Там були різні люди, але всіх єднало одне — небажання миритися з поліційним беззаконням. Ми спробували повернути собі свободу. Ми стали вимагати свободу. І ми більше не збиралися ховатися в ночі. Неначе щось носилося в повітрі. Це був дух свободи. І ми зрозуміли, що ми боротимемося за неї. І ми не збиралися відступати.»
У будівлю бару летіло все, що тільки траплялося під руки: сміттєві баки, каміння, цегла. У хід ішли навіть коктейлі Молотова. З натовпу долинало: «Усі ці роки ви поводилися з нами як з лайном? Тепер — наша черга!». Поліція спробувала розігнати натовп за допомогою пожежного гідранта, проте тиск у трубі був занадто низьким, і вода тільки розохотила натовп. Коли протестувальники продерлися в бар, їх зустріли озброєні поліціанти. Обстановка була на межі. Поліціанти цілилися в протестувальників, а ті своєю чергою облили бензином шинквас і підпалили його. Пожежі вдалося уникнути завдяки тому, що під'їхала пожежна машина. В цілому облога бару тривала 45 хвилин.

### Ескалація конфлікту
із спогадів анонімного учасника Стоунволлських бунтів
Поліція прислала підкріплення — підрозділ під назвою «тактична патрульна група», який залучали для протистояння демонстраціям протесту проти війни у В'єтнамі. Підрозділ прибув з метою розігнати натовп. Проте їм це не вдалося, оскільки на прибулих посипався град з каміння і інших предметів. Боб Келер, що гуляв тієї ночі з собакою, згадував: «Я бачив достатньо безладів, аби зрозуміти, що „веселощі“ дійшли до межі. Поліціанти були повністю принижені. Такого раніше ніколи не було. Вони ніколи не стикалися з подібним опором з боку, у тому числі від переодягнутих в жіноче чоловіків. Це їх розлютило до того, що на їхніх обличчях чітко можна було прочитати бажання убити!».
Поліція спробувала очистити вулиці від протестувальників. Проте натовп і не думав здаватися. Присутні відкрито глузували з поліції і виспівували на мотив мелодії звукової заставки популярного у той час дитячого шоу The Howdy Doody Show: «We are the Stonewall girls, we wear our hair in curls, we don't wear underwear, we show our pubic hairs» («Ми стоунволлські дівчатка, у нас кучеряве волосся, ми не носимо спіднього, ми показуємо усім своє лобкове волосся»). Журналіст з Village Voice Люціан Траскотт написав: «Геї блазнювали і танцювали перед поліціантами, а поліція продовжувала бити тих, хто стояв на передовій. Потихеньку вона стала відтісняти натовп вниз по Крістофер-стріт до Сьомої авеню».
Один із заарештованих, що перебував в той момент у барі, згадував: «Поліціанти, що охороняли нас, кинулися допомагати тим, хто був надворі. І це було не дуже добре. Мені здавалося, що усе от-от закінчиться, поліціанти повернуться, і ми відповімо відразу за всіх. Нас просто розірвуть на шматки». Інший очевидець подій тієї ночі згадував: «Мені здавалося, що я з'їхав з глузду. З одного боку поліціанти з палицями, з іншого боку натовп геїв, яких завжди вважали пародією на мужність. Це було просто неймовірно. Я бачив, як на місце побитого вставав інший. А поліція продовжувала бити їх палицями. І я став відчувати справжню лють».
Некерований натовп сунув до Сьомої авеню. Крейг Родвелл, власник книгарні «Оскар Вайлд» (Oscar Wilde Bookshop), повідомив протестувальників про засідку, яку влаштувала поліція. Протестувальники стали зупиняти машини, що проїздили, перевернули одну з них, заблокувавши Крістофер-стріт. Джек Ніколс і Лідж Кларк написали в газеті «Скру»: «Розлючений натовп протестувальників переслідував поліцію з криками: Хапай їх!».
Сутички з поліцією тривали до четвертої години ранку. Наступного ранку багато людей сиділи в Крістофер-парку, не вірячи в те, що сталося. Багато свідків тих подій згадували неймовірний спокій Крістофер-стріт. Стояла практично гробова тиша, проте в повітрі як і раніше відчувалася напруга. Багато людей відчували, що ця вулиця тепер по-справжньому їхня вулиця. Після нічних безладів заарештували тринадцятьох чоловік. Четверо поліціантів, також як і невстановлена кількість протестувальників, отримали каліцтва, а Стоунволл-інн був практично знищений. Наступної ночі інспектор Пайн мав намір закрити і демонтувати бар.

### Відкрите протистояння
Під час безладів Крейг Родвелл подзвонив у газети New York Times, New York Post і New York Daily News і повідомив їх про те, що відбувається. Усі три газети одразу помістили інформацію про події. New York Daily News повідомила про безлади на першій шпальті. Новини швидко поширилися по всьому районові Гринвіч-Віллидж. Навколо подій тієї ночі стало виникати безліч чуток. Одні стверджували, що безлади влаштували студенти-активісти; інші — що тут замішана Партія Чорних Пантер. Дехто взагалі стверджував, що безлади спровокував ревнивий гей-поліціант, чий співмешканець таємно від нього пішов розважатися в Стоунволл-інн.
Весь день в суботу 28 червня люди приходили дивитися на спалений гей-бар. На стінах стали з'являтися графіті: «Drag power!» (сленг за аналогією з Gay power!), «They invaded our rights» («Вони зневажили наші права»), «Support gay power» («Підтримай гей-силу») і «Legalize gay bars» («Легалізуйте гей-бари»), а також листівки із звинуваченнями поліції в розграбуванні згорілого бару і напису: «Ми відкриті!»
Наступної ночі безлади на Крістофер-стріт спалахнули зі ще більшою силою. До Стоунволл-інн повернулися багато з тих, хто був тут минулої ночі. Але цього разу до них приєдналися допитливі перехожі і навіть туристи. Тисячі людей зібралися перед баром, який знову відкрився. На Крістофер-стріт утворилося велике скупчення. Натовпи протестувальників оточили автобуси й автомобілі, пропускаючи транспорт, тільки якщо пасажири зізнавалися в тому, що вони геї, або висловлювали підтримку протестувальникам. Одна з протестувальниць, Марша П. Джонсон, піднялася на ліхтарний стовп, звідки скинула на поліційну автівку важку сумку, розбивши лобове скло. На вулиці знову стали підпалювати сміттєві баки. Протестантам протистояли понад сто поліціантів з четвертого, п'ятого, шостого і дев'ятого відділків. До 2-ї години ночі в район безладів знову прибула «тактична патрульна група». Безлади на Крістофер-стріт тривали до 4-ї ранку.

### Погіршення обстановки
Через дощ, що йшов у понеділок і вівторок, обстановка в Гринвіч-Віллидж дещо охолола. Було помічено кілька випадків невеликих сутичок поліції і місцевих жителів, але усі вони мали локальний характер. Крейг Родвелл і його партнер Фред Серджент, скориставшись затишшям, що утворилося, надрукували і розповсюдили 5000 листівок з вимогою: «Прибрати мафію і поліцейських з гей-барів»!. Листівки закликали геїв мати почуття власної гідності, бойкотувати Стоунволл-інн та інші гей-бари, що належали мафії, а також вчинити громадський тиск на мерію з метою розслідування «поліцейського беззаконня», яке привело до погромів.
Не всі люди в гей-спільноті були налаштовані позитивно. Багато літніх геїв, а також члени Товариства Маттачіне, які намагалися всіляко підтримувати образ тихого і мирного гея, що нічим не відрізняється від рядового гетеросексуала, проявили відкриту неприязнь до проявів агресії і жінкоподібної поведінки чоловіків. Ренді Вікер, що брав участь у першому гей-пікеті перед Білим Домом у 1965 році, заявив: «Кричущі „королеви“, вишикувавшись строєм солдатів, розтоптали усе те, що я намагався розповісти людям про гомосексуалів».
У середу на Крістофер-стріт знову почалися безлади після того, як журналісти з Village Voice Говард Сміт і Люціан Траскотт використали дуже несхвальні вирази, описуючи недавні події і його учасників: «forces of faggotry» (англ. педо-сили), «limp wrists» (англ. в'ялі зап'ястки) і «Sunday fag follies» (англ. недільні педо-дурниці) Натовп погрожував спалити редакцію. Крім того, до протестувальників долучилося ще близько 1000 осіб. Чергові зіткнення, що спалахнули в середу ввечері, тривали впродовж години і супроводжувалися мародерством. Того вечора було заарештовано 5 осіб.

## Наслідки
4 липня 1969 року Товариство Маттачіне організувало щорічний пікет навпроти Залу Незалежності в Філадельфії. Організатори пікету Крейг Родвелл, Френк Камені, Рінди Вікер, Барбара Джиттінгс і Кей Лоусен вирушили на автобусі з Нью-Йорка до Філадельфії. З 1965 року пікети були цивілізованими: жінки вдягали спідниці, чоловіки носили костюми і краватки. Усе проходило дуже спокійно. Проте цього разу суворі правила були порушені, коли дві дівчини несподівано взялися за руки. Камені, злякавшись негативної реакції публіки, розвів їх у різні боки зі словами: «Нічого подібного! Нічого подібного»!. Після чого близько десяти пар взялися за руки. Камені був розлючений, проте, на відміну від попередніх пікетів, цей крок привернув величезну увагу з боку преси. Учасниця пікету Ліллі Вінцента згадувала: «Було зрозуміло, що усе змінюється. Люди, які почувались пригнобленими, тепер відчули себе цілком вільно». Після цього пікету Родвел повернувся до Нью-Йорка з наміром змінити стан речей. Одним з перших кроків стало планування «Дня звільнення Крістофер-стріт» (англ. Christopher Street Liberation Day).

### Фронт визволення геїв
Попри те, що Товариство Маттачіне існувало з 1950-х років, багато з їхніх методів здавалися занадто м'яким для людей, які були свідками минулих безладів. Під час одного із зібрань один з керівників Товариства Маттачіне запропонував учасникам бути «доброзичливими і мирними», демонструючи свій протест запаленими свічками. Хтось з аудиторії вигукнув: «До біса ваше світло! Суспільство тільки і чекає від нас цього! Ви вважаєте, що геї не можуть влаштувати повстання? Так ми покажемо вашим дупам світло і дружелюбність»! Незабаром був сформований Фронт визволення геїв — перша організація, що відкрито використала слово гей у назві, на відміну від Товариства Маттачіне і Дочок Білітіс, а також інших «гомофільних» груп, справжні цілі яких були приховані за пишномовними назвами.
Френк Камені і Барбара Джиттінгс, що працювали в Товаристві Маттачине, змогли по-справжньому оцінити ріст войовничих настроїв після того, як відвідали загальні збори новоствореної організації. Молодий член Фронту зажадав від них сказати, хто вони такі і що вони тут роблять? Збитий з пантелику Джиттінгс пробурмотів: «Я гей. Тому я тут». Фронт запозичував стратегію і тактику антивоєнних демонстрантів, до яких вони згодом приєдналися з метою розбудови нового американського суспільства. Проте через чотири місяці Фронт розпався через те, що члени організації не змогли домовитися між собою.

### Альянс активістів
Через шість місяців після стоунволлських бунтів активісти почали випускати загальноміську газету Gay, оскільки найліберальніше видання міста Village Voice відмовилося друкувати слово гей у рекламі Фронту визволення геїв. Слідом за газетою Gay з'явилися ще дві газети: Come Out! і Gay Power!, загальний наклад яких за короткий проміжок часу різко піднявся до 25000 примірників.
Зустрічі членів Фронту були украй хаотичними. Все частіше збори відходили від основної теми прав геїв. Наприкінці грудня 1969 року декілька осіб, що побували на зустрічі активістів Фронту, сформували Альянс гей-активістів, який мав стати повністю зосередженим на питаннях, що стосуються геїв. Статут Альянсу починався словами: «Ми, вільні гомосексуальні активісти, вимагаємо свободи вираження нашої гідності і поваги до нас як до людей». Головним винаходом Альянсу стала організація так званих шок-акцій (англ. zap action). Суть такої акції полягала в наступному: активісти Альянсу вистежували на вулиці видатних політичних діячів і за присутності преси, телебачення і сотень роззяв своєю зухвалою поведінкою захоплювали «жертву» зненацька, тим самим вимагаючи від нього (неї) визнати при всіх права геїв і лесбійок. За короткий термін «жертвами» подібних акцій стали практично всі представники міської ради, у тому числі і мер Нью-Йорка Джон Ліндсей, на телевізійну конференцію до якого одного разу прийшли члени Альянсу.
Попри стоунволлські бунти, поліцейські рейди у гей-бари не припинилися. У березні 1970 року заступник інспектора Пайна після чергового рейду заарештував 167 осіб і закрив два гей-бара. Серед заарештованих опинився аргентинський іммігрант, який, злякавшись того, що його можуть вислати з країни, спробував втекти з поліцейського відділка, вистрибнувши з другого поверху. Молода людина загинула, напоровшись на огорожу зі шпильками. Світлину загиблого, що висить на огорожі, New York Daily News надрукувала на першій шпальті, а члени Альянсу організували мирну ходу від Крістофер-парку до Шостого відділку на згадку про загиблого.
Альянс спонсорував виборчу кампанію мера Ліндсі, а також конгресмена-демократа Еда Коча, який пообіцяв припинити наскоки на гей-бари міста.
Стоунволл-інн проіснував всього кілька тижнів після безладів. До жовтня 1969 року в районі різко виросла орендна плата, а сам бар був занадто сумнозвісним. У результаті його було закрито.

### Гей-прайд
зі статті The New York Times о прайд-параді 1970 року
28 червня 1970 в Гринвіч-Віллидж відзначили першу річницю стоунволлських бунтів — «День визволення Крістофер-стріт». Це був перший в історії прайд-парад. Марш виявився вдвічі коротшим запланованого за часом. Таке рішення було прийняте через протестні виступи з боку деяких містян. Дозвіл на проведення маршу було видано лише за дві години до його початку. The New York Times написала, що демонстранти зайняли всю вулицю завдовжки в 15 кварталів.
Одночасно з Нью-Йорком марші на згадку про стоунволлські події відбулися в Лос-Анджелесі і Чикаго. Наступного року прайд-паради відбулися також в Бостоні, Далласі, Мілвокі, Лондоні, Парижі, Західному Берліні і Стокгольмі. 1972 року до міст-учасників приєдналися Атланта, Баффало, Детройт, Вашингтон, Маямі і Філадельфія, а також Сан-Франциско.
Френк Камені незабаром зрозумів сенс змін, викликаних стоунволлськими безладами. Гей-активіст 1950-х років був переконаний, що найкращий спосіб жити у світі — переконати гетеросексуалів, що геї нічим не відрізняються від них. Коли він та інші активісти пікетували Білий Дім і Державний Департамент, їхньою метою було мати вигляд, начебто вони могли працювати на Уряд США. Десять осіб пройшли разом з Камені на першому марші. Пізніше він зауважив: «Коли сталися погроми, у країні було п'ятдесят-шістдесят гей-груп. Рік потому їх було принаймні півтори тисячі. А через два роки — дві з половиною тисячі».
Багато активістів вважають, що стоунволлські бунти стали не лише днем народження гей-визвольного руху. Поза всяким сумнівом — це був день народження гей-прайд-руху в усьому світі.

## Значення і вплив

### Конфлікти і успіхи всередині гей-спільноти
з останнього інтерв'ю Сеймура Пайна
Після двох років з моменту стоунволлських бунтів у кожному великому американському місті були організовані групи із захисту прав геїв і лесбійок. Подібні групи також відкривалися в Канаді, Австралії і країнах Західної Європи. Люди, що приєднувалися до активістських рухів, не мали між собою практично нічого спільного, за винятком хіба що сексуальної орієнтації. В середовищі активістів виникало безліч проблем, пов'язаних з відмінностями в ідеологічних міркуваннях, класовій і расовій приналежності, гендерній ідентичності окремих учасників.
Напруга зростала і була продемонстрована під час параду «1973 Stonewall», коли через кілька хвилин після виступу Барбари Джиттінгс, що пишно розхвалювала різноманітність у натовпі, феміністка і лесбійка-активістка Жан О'Лірі, піднявшись на сцену, висловилася, що через трансвеститів жінки не сприймаються серйозно. Під час виступу О'Лірі, в якому вона стверджувала, що трансвестити спеціально пародіюють жінок заради розваги і для отримання прибутку, Сільвія Рівера і Лі Брюстер вискочили на сцену і закричали: «Ви спокійно ходите в бари завдяки то́му, що трансвестити зробили для вас, а ці суки говорять нам, щоб ми перестали бути собою!»
О'Лірі працювала на початку 1970-х над винятком прав трансвеститів з руху за права геїв, тому що вона відчувала, що прав трансвеститів було занадто важко досягти. Сільвія Рівера залишила гей-активізм у 1970-х роках і зосередилася безпосередньо над питаннями, що стосуються трансгендерів і трансвеститів. Проте, розбіжності між учасниками руху часто сходили нанівець після спільних конструктивних розмов. О'Лірі пізніше жалкувала за свою позицією. Під час прайд-параду 1973 року вона сказала: «Озираючись назад, мені так незручно. Мої погляди змінилися. Жахливо усвідомлювати, що я могла працювати над виключенням трансвеститів з боротьби за свої права».
Упродовж 1970-х років гей-активісти досягли значного успіху. Одним з перших і найзначніших моментів була «шок-акція» у травні 1970 року в Лос-Анджелесі на з'їзді Американської психіатричної асоціації. На конференції з модифікації поведінки, під час фільму, що демонстрував використання електрошокової терапії для зменшення потягу до своєї статі, Моріс Кайт та інші активісти, що перебували в аудиторії, перервали показ стрічки вигуками «Torture!» (англ. Тортури) і «Barbarism!» (англ. Варварство). Активісти заволоділи мікрофоном, щоб оголосити, що лікарі, які прописували таку терапію своїм гомосексуальним пацієнтам, були співучасниками тортур над ними. У грудні 1973 року багато в чому завдяки зусиллям гей-активістів, лікарі з АПА одноголосно проголосували за виключення гомосексуальності з Керівництва по діагностиці і статистиці психічних розладів.

### Вплив на гей-субкультуру
На початку 1970-х років, у зв'язку з тим, що набирав сили феміністський рух, багато лесбійок відмовлялися від стереотипних ролевих моделей буч і фем, які були поширені в лесбійських барах у 1950-60-х роках. Лесбійки-феміністки вважали, що ролева модель буч є архаїчною імітацією чоловічої поведінки. Деякі жінки повернулися до ролевих моделей у 1980-х, проте рамки поведінки були гнучкішими.
Письменник Майкл Бронський висловив думку, що «стоунволлські бунти мали величезний вплив на гей-літературу. У минулому в книгах для геїв піднімалася тема ненависті до себе через свою сексуальну орієнтацію. Багато книг закінчувалися сумно, часто самогубством головного героя. Письменники зображували геїв як глибоко нещасних людей і алкоголіків. Такі книги відійшли в минуле, вони перестали перевидаватися і були втрачені для подальших поколінь». Бронський пише: «Гей-визволення було молодіжним рухом, чиє відчуття історії визначалося значною мірою неприйняттям минулого».

### Вплив на суспільство

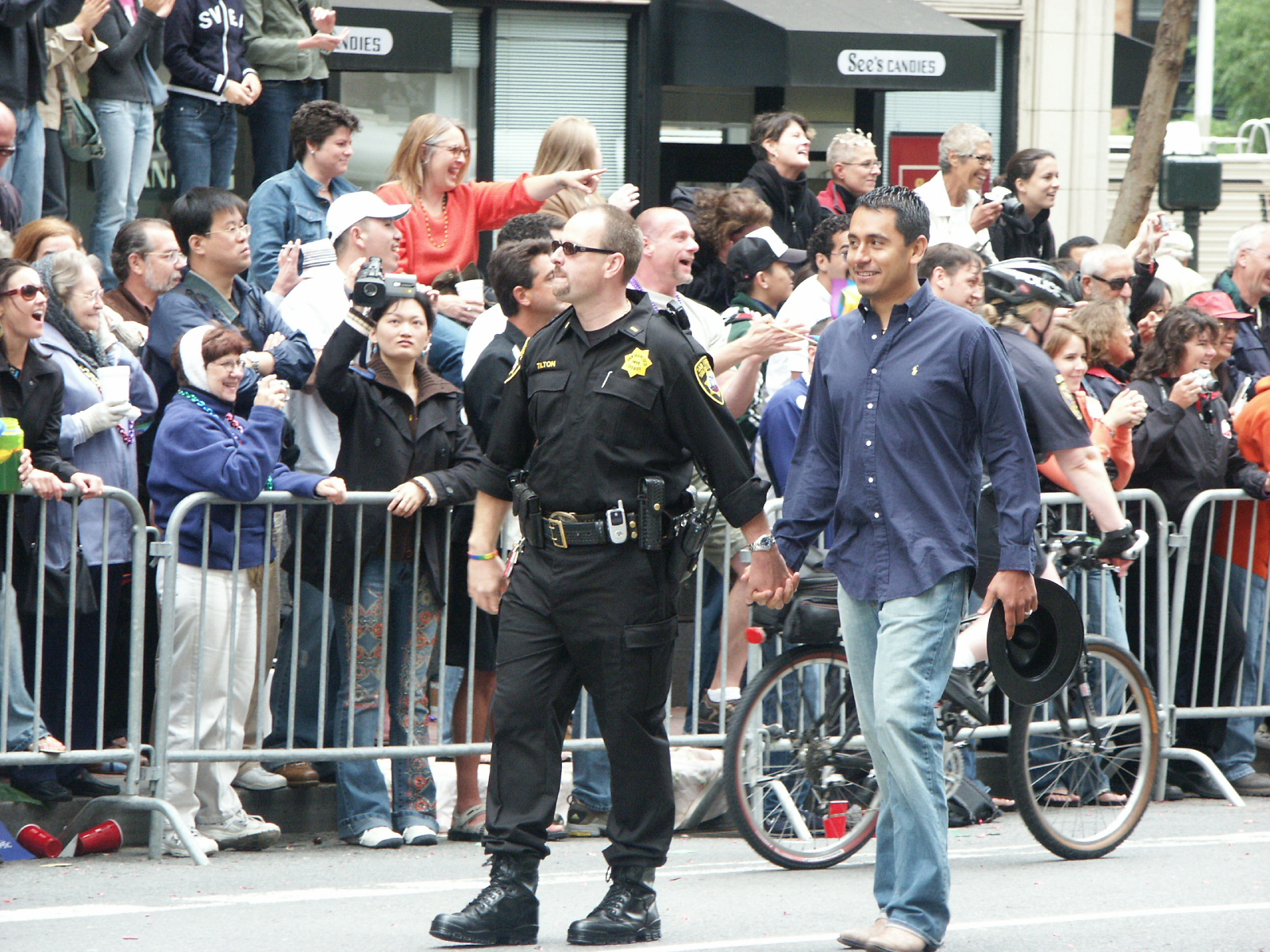
Поліцейський і його бойфренд на гей-параді

Події в ніч на 28 червня 1969 року не були першим випадком, коли гомосексуали давали відсіч поліції. Проте, деякі обставини тієї ночі зробили безлади на Крістофер-стріт такими, що запам'ятовуються. Бунт почався безпосередньо навпроти редакції Village Voice, що дозволило за короткий термін мобілізувати велику кількість представників гей-спільноти і згуртувати їх. До того ж вузькі криві вулиці Гринвіч-Віллидж дали бунтівникам перевагу перед поліцією. Але найзначнішою обставиною стало святкування Дня визволення Крістофер-стріт, яке започаткувало щорічні прайд-паради в усьому світі.
Середина 1990-х років була ознаменована включенням в рамки гей-спільноти бісексуалів, які уперше брали участь у Вашингтонському марші 1993 року. Трансгендери ж як і раніше залишалися ізгоями в гей-спільноті. 1994 року у 25-у річницю стоунволлських бунтів в Нью-Йорку пройшов знаменитий прайд-парад «Stonewall 25», в якому взяли участь понад мільйона осіб. Тим часом трансгендери на чолі з Сільвією Ріверою провели свій альтернативний марш на знак протесту проти ігнорування трансгендерних людей. За останнє десятиліття прайд-паради стали набувати ще більш масового характеру. У більшості великих міст світу щороку проводяться свої прайд-паради.
У червні 1999 року Міністерство внутрішніх справ США присвоїло будівлі за адресою Крістофер-стріт 51-53 звання Національного історичного пам'ятника. На церемонії відкриття меморіальної дошки заступник міністра внутрішніх справ Джон Беррі заявив: «Нехай ця будівля вічно пам'ятає, що тут, на цьому місці чоловіки і жінки вистояли, вистояли гідно, для того, щоб ми пам'ятали, хто ми є, працювали там, де ми хочемо, жили там, де ми хочемо і любили тих, кого бажають наші серця».
1 червня 2009 року президент Барак Обама оголосив червень Місяцем Гордості геїв, лесбійок, бісексуалів і трансгендерів. Святкування 40-ї річниці безладів на Крістофер-стріт дало журналістам і активістам привід замислитися про той прогрес, який був досягнутий з 1969 року. Френк Річ з New York Times відмітив, що у США не існує федерального законодавства, здатного захистити права геїв-американців. Через два роки будівля Стоунволл-інн стала місцем проведення урочистостей з нагоди прийняття Легіслатурою Нью-Йорка закону, що дозволяє одностатеві шлюби, який був підписаний Губернатором Ендрю Куомо 24 червня 2011 року.

## Стоунволлські бунти в культурі
- «Стоунволл» — заснована на мемуарах історика, професора Нью-йоркського університету Мартіна Дубермана, драма 1995 року, знята британським режисером Найджелом Фінчем.
- «Стоунволлське повстання» — документальний фільм 2010 року, оснований на книзі Девіда Картера «Стоунволл: безлади, що викликали гей-революцію».
- «Стоунволл» — фільм-драма 2015 року про стоунволлські заворушення, поставлена режисером Роландом Еммеріхом.

## Комментарі
1. ↑  На відміну від звичайної перевірки, коли усі були поінформовані в який день і час вона пройде, цього разу співробітники бару не були попереджені. Через кілька днів після бунтів, один з власників бару заявив, що перевірка в той фатальний вечір була ініційована Бюро з контролю за оборотом алкоголю, тютюнової продукції і вогнепальної зброї. І що, нібито, під прикриттям боротьби з фальсифікованим алкоголем, бюро хотіло дізнатися від хазяїв бару імена багатих клієнтів.
2. ↑  Із спогадів свідка тих подій Морті Манфорда: «Поза всяких сумнівів арештованих співробітників бару свідомо залишили без нагляду. Я вважаю, що між власниками бару і місцевим поліційним управлінням був якийсь зв'язок і вони не хотіли заарештовувати цих людей».
3. ↑  Через кілька років після стоунволлських бунтів, висувалася теорія, що бунти були спровоковані смертю гей-ікони Джуді Гарленд тижнем раніше 22 червня 1969 року. Проте свідчень зв'язку двох подій не було виявлено. Сільвія Рівера згадувала: «Я була на похоронах Джуді в п'ятницю 27 червня. Я була така засмучена, що взагалі не хотіла виходити з дому того вечора, але потім передумала». Боб Колер, розмовляючи з бездомними з Шеридан Сквер, пізніше згадував: «Коли люди говорять про те, що бунти були пов'язані із смертю Джуді, мене це починає виводити із себе. Цим хлопцям на вулиці смерть загрожує щодня. Їм було по чотирнадцять, п'ятнадцять, шістнадцять років і їм нічого було втрачати. Джуді Гарленд же була улюбленкою геїв середнього класу. І я дуже-дуже засмучуюся, коли люди намагаються спрощувати усе».
4. ↑  Із спогадів анонімного свідка: «Рівері дали в руки коктейль Молотова. Вона зрозуміла, що́ це, тільки тому, що бачила його в новинах по телевізору. Вона запитала, що з ним робити? І якийсь хлопець сказав, що він його підпалить, а вона повинна його кинути. Вона сказала, добре, запалюй, я вже кидаю, тому що не хочу, щоб він вибухнув у мене в руках.»
5. ↑  Одному з протестувальників знадобилося терміново накласти шви на порване коліно. Іншому дверима від поліційного автомобіля відірвало два пальці. Свідки стверджували, що чим молодший і жіночніший вигляд мав чоловік, тим сильніше його били
6. ↑  Письменник і історик Едмунд Вайт стверджував, що автори тієї статті, Сміт і Траскотт, намагалися виставити себе у більш гетеросексуальному світлі за рахунок образ на адресу гомосексуалів.